# Lex Talionis
Lex Talionis – pierwsza długogrająca płyta zespołu Sol Invictus. Pierwotnie wydana w 1990 roku (zob. 1990 w muzyce) tylko w winylowym komplecie z dwoma albumami innych zespołów – Horse Current 93 i Lumbs Sister Nurse With Wound – wydanie to zawierało jeden utwór, który został później odrzucony z wszelkich reedycji. Niedługo potem lider zespołu, Tony Wakeford, zdecydował się wydać album ponownie, tym razem również na CD – zmiksował wszystko jeszcze raz, dorzucił dwa utwory, odrzucił jeden i wydał we własnej firmie (Tursa) jeszcze raz album w tym samym, 1990 roku.
W nagraniach Tony'ego wspomagali Ian Read (wokal), Karl Blake (gitara basowa) i Leithana (pianino).
Nazwa płyty Lex Talionis po łacinie znaczy prawo odwetu.

## Lista utworów
1. Blood & Wine (tylko na reedycjach)
2. Lex Talionis
3. Black Easter
4. Kneel to the Cross
5. The Ruins
6. Tooth and Claw
7. Blood Against Gold
8. Fields
9. Reynardine (tylko na pierwotnej wersji z dwiema innymi płytami Current 93 i Nurse With Wound)
10. Abbatoirs of Love
11. Heroes Day
12. Rex Talionis
13. Wine and Blood (tylko na reedycjach)